# Federasyon Kupası 1956/57
Die Federasyon Kupası 1956/57 war die erste ausgetragene Saison der Federasyon Kupası. Meister wurde zum ersten Mal Beşiktaş Istanbul. Am Europapokal der Landesmeister 1957/58 konnte Beşiktaş nicht teilnehmen, weil der türkische Fußballverband die Anmeldefrist bei der UEFA verpasst hatte.

## Vorrunde

### 1. Vorrunde
| Datum            |                       | Ergebnis  |                |
| ---------------- | --------------------- | --------- | -------------- |
| 26.09. 15:15 Uhr | İstanbulspor          | 4:1 (2:1) | Emniyet SK     |
| 28.09. 15:15 Uhr | Beşiktaş Istanbul     | 2:1 (1:0) | Beyoğluspor    |
| 20.10. 12:30 Uhr | MKE Ankaragücü        | 1:0 (1:0) | Ankara Yolspor |
| 21.10. 12:30 Uhr | Gençlerbirliği Ankara | 4:1 (2:0) | Hilâlspor      |
| 28.10. 14:30 Uhr | Altınordu Izmir       | 2:1 (1:0) | Izmirspor      |
| 24.11. 14:30 Uhr | Izmir Demirspor       | 1:0 (0:0) | Karşıyaka SK   |

### 2. Vorrunde
Zu den sechs Siegern aus der 1. Vorrunde kamen 18 Vereine dazu.
| Datum            |                       | Ergebnis             |                    |
| ---------------- | --------------------- | -------------------- | ------------------ |
| 29.09. 15:15 Uhr | Beykozspor            | 3:1 (0:1)            | Adalet             |
| 20.10. 14:00 Uhr | Galatasaray Istanbul  | 1:0 (0:0)            | Vefa Istanbul      |
| 20.10. 14:15 Uhr | Adana Milli Mensucat  | 1:0 (0:0)            | Ankara Demirspor   |
| 21.10. 14:00 Uhr | Fenerbahçe Istanbul   | 6:0 (2:0)            | Kasımpaşa Istanbul |
| 21.10. 14:15 Uhr | Ankara Güneşspor      | 1:0 (0:0)            | Adana Demirspor    |
| 22.10. 14:30 Uhr | Hacettepe             | 2:1 (0:0)            | Otoyıldırım        |
| 27.10. 14:30 Uhr | Göztepe Izmir         | 3:3 n. V. (1:1, 2:2) | Yün Pamuk Mensucat |
| 28.10. 12:45 Uhr | Izmir Kültürspor      | 8:0 (3:0)            | Egespor            |
| 25.11. 13:45 Uhr | Gençlerbirliği Ankara | 3:0 (0:0)            | MKE Ankaragücü     |
| 25.11. 14:30 Uhr | Altay Izmir           | 2:0 (1:0)            | Ülküspor           |
| 02.12. 13:30 Uhr | Beşiktaş Istanbul     | 1:0 (1:0)            | İstanbulspor       |
| 14.02. 15:15 Uhr | Altınordu Izmir       | 1:0 (0:0)            | Izmir Demirspor    |

#### Entscheidungsspiel
| Datum            |               | Ergebnis  |                    |
| ---------------- | ------------- | --------- | ------------------ |
| 25.11. 12:30 Uhr | Göztepe Izmir | 2:0 (0:0) | Yün Pamuk Mensucat |

## Hauptrunde
| Datum            |                       | Ergebnis  |                     |
| ---------------- | --------------------- | --------- | ------------------- |
| 01.12. 13:30 Uhr | Adana Milli Mensucat  | 2:1 (0:1) | Ankara Güneşspor    |
| 01.12. 13:30 Uhr | Galatasaray Istanbul  | 3:2 (1:2) | Fenerbahçe Istanbul |
| 02.12. 13:30 Uhr | Gençlerbirliği Ankara | 3:2 (1:0) | Hacettepe           |
| 06.01. 13:30 Uhr | Beşiktaş Istanbul     | 3:2 (3:0) | Beykozspor          |
| 03.03. 14:30 Uhr | Izmir Kültürspor      | 1:0 (1:0) | Altınordu Izmir     |
| 07.03. 14:30 Uhr | Altay Izmir           | 4:1 (1:0) | Göztepe Izmir       |

## Statistiken

### Abschlusstabelle
Punktesystem
Sieg|GT= 2 Punkte, Unentschieden|GT= 1 Punkt, Niederlage|GT= 0 Punkte
| Pl. | Verein                | Sp. | S | U | N | Tore    | Diff. | Punkte |
| --- | --------------------- | --- | - | - | - | ------- | ----- | ------ |
| 1.  | Beşiktaş Istanbul     | 10  | 8 | 1 | 1 | 023:600 | +17   | 17     |
| 2.  | Galatasaray Istanbul  | 10  | 6 | 2 | 2 | 022:800 | +14   | 14     |
| 3.  | Altay Izmir           | 10  | 5 | 2 | 3 | 019:170 | +2    | 12     |
| 4.  | Gençlerbirliği Ankara | 10  | 4 | 1 | 5 | 015:120 | +3    | 09     |
| 5.  | Izmir Kültürspor      | 10  | 3 | 1 | 6 | 013:260 | −13   | 07     |
| 6.  | Adana Milli Mensucat  | 10  | 0 | 1 | 9 | 005:280 | −23   | 01     |

### Torschützenliste
Bei gleicher Anzahl von Treffern sind die Spieler alphabetisch nach Nachnamen bzw. Künstlernamen sortiert.
| Rang | Name           | Mannschaft            | Tore |
| ---- | -------------- | --------------------- | ---- |
| 01.  | Nazmi Bilge    | Beşiktaş Istanbul     | 8    |
| 02.  | Oğuz Akşit     | Gençlerbirliği Ankara | 7    |
| 02.  | Edwin Clark    | Altay Izmir           | 7    |
| 02.  | Ahmet Kulaksız | Izmir Kültürspor      | 7    |
| 02.  | Suat Mamat     | Galatasaray Istanbul  | 7    |
| 02.  | Metin Oktay    | Galatasaray Istanbul  | 7    |
| 07.  | Ahmet Özacar   | Beşiktaş Istanbul     | 6    |

### Kreuztabelle
| 1956/57               | Beşiktaş Istanbul | Galatasaray Istanbul | Altay Izmir | Gençlerbirliği Ankara | IZK | AMM |
| --------------------- | ----------------- | -------------------- | ----------- | --------------------- | --- | --- |
| Beşiktaş Istanbul     |                   | 2:1                  | 3:0         | 3:0                   | 3:0 | 4:0 |
| Galatasaray Istanbul  | 1:0               |                      | 4:1         | 1:1                   | 7:0 | 4:1 |
| Altay Izmir           | 1:1               | 2:0                  |             | 1:0                   | 1:1 | 6:0 |
| Gençlerbirliği Ankara | 1:2               | 0:2                  | 4:0         |                       | 4:0 | 1:0 |
| Izmir Kültürspor      | 1:3               | 1:2                  | 3:4         | 2:1                   |     | 4:1 |
| Adana Milli Mensucat  | 1:2               | 0:0                  | 1:3         | 1:3                   | 0:1 |     |

## Die Meistermannschaft von Beşiktaş Istanbul
| 1.                                  | Beşiktaş Istanbul |
| Vereinsemblem von Beşiktaş Istanbul | - Tor: Varol Ürkmez; Bülent Gürbüz - Abwehr: Kamil Üzülme; Ali İhsan Karayiğit; Avni Kalkavan; Basri Dirimlili; Nedim Günar; Hüseyin Yazıcı - Mittelfeld: Nusret Ülük; Eşref Özmenç; Özcan Esinduy; Celal Soydan; Hayrullah Gülcan - Angriff: Metin Erman; Ahmet Berman; Nazmi Bilge; Coşkun Taş; Ahmet Özacar; Sami Özer; Yüksel Herat; Recep Adanır; Güneş Atik; Erhan Özbalkan; Bülent Esel; Ercan Ertuğ; Adnan Çirim; Erol Erkal; Erdoğan Ekin; - Trainer: József Mészáros ( Ungarn) |